# Euneomys mordax
Euneomys mordax és una espècie de mamífer rosegador de la família dels cricètids. Viu a altituds d'entre 1.740 i 3.000 msnm al centre-oest de l'Argentina i les parts adjacents de Xile. El seu hàbitat natural són els prats d'altiplà. És una espècie en risc mínim, és a dir, no sembla que hi hagi cap amenaça significativa per a la seva supervivència. El seu nom específic, mordax, significa ‘mossegador’ en llatí.

## Taxonomia
Aquesta espècie va ser descrita originalment l'any 1912 pel zoòleg Oldfield Thomas.
La localitat tipus primerament assignada és el Fuerte de San Rafael, província de Mendoza, però va ser reubicada més cap a l'oest, en àrees del departament Malargüe, en els voltants del volcà Planchón-Peteroa, a la frontera argentina-xilena.
Fou considerada per alguns autors com una subespècie d'Euneomys chinchilloides, és a dir: Euneomys chinchilloides mordax.

## Distribució geogràfica i hàbitat
Aquesta espècie és endèmica d'una àrea andina argentina-xilena. Es distribueix en zones muntanyoses del centre-oest de l'Argentina (especialment a la província de Mendoza) i zones contigües del centre de Xile. Habita estepes andines, en elevacions d'entre 1.740 i 3.000 msnm.
Forma part de l'alimentació del mussol magallànic o tucúquere (Bubo magellanicus).

## Conservació
Segons la Unió Internacional per a la Conservació de la Naturalesa (IUCN), al no posseir grans perills i viure en moltes àrees protegides, la va classificar com una espècie sota «risc mínim» en la seva obra Llista Vermella d'Espècies Amenaçades.